# Середня спеціальна освіта
Сере́дня спеціа́льна осві́та — освітній рівень, який надавали середні спеціальні школи, навчальні установи, котрі готували фахівців середньої кваліфікації для різних галузей народного господарства, а також державного управління, освіти, культури, охорони здоров'я тощо. Крім того це й система навчальних закладів, що надавали такий освітній рівень.
У СРСР і УРСР середню спеціальну освіту одержували в технікумах, училищах і спеціальних школах; з відривом (на денних відділах) і без відриву (на вечірніх і заочних) від виробництва. До таких шкіл приймали осіб, які закінчили 8-річну або й повну середню загальну освіту школу та склали вступні іспити; на денні відділи осіб віком до 30 років, на вечірні й заочні — без уваги на вік. Термін навчання для випускників восьмирічної школи 3—5 роки, середньої школи — 2—3 роки.
У навчальних планах середньої спеціальної освіти були, крім предметів з певної спеціалізації (навчання поєднане з виробничою працею), предмети загально-освітнього, а також загально-технічного циклів. Випускники середніх спеціальних шкіл отримували дипломи (техніка, аґронома, фельдшера, бухгалтера тощо) і скеровувалися на роботу за фахом. На початку 1973—74 навчального року в УРСР діяло 735 середніх спеціальних шкіл з 781 500 учнями (1940—1941 — 693 з 196 200 учнями), у тому числі на денних відділах — 488 000, вечірніх 82 300, заочних — 210 400.
| Напрям освіти                                | Кількість шкіл 1960-1961 | Тис. учнів 1960-1961 | Кількість шкіл 1970-1971 | Тис. учнів 1970-1971 |
| -------------------------------------------- | ------------------------ | -------------------- | ------------------------ | -------------------- |
| Промисловості та будівництва                 | 183                      | 173,1                | 238                      | 357,2                |
| Транспорту і зв'язку                         | 35                       | 34,7                 | 49                       | 76,5                 |
| Сільського господарства                      | 143                      | 87,1                 | 126                      | 110,4                |
| Економіки і права                            | 36                       | 40,5                 | 100                      | 116,4                |
| Охорони здоров'я, фізичної культури і спорту | 99                       | 32,3                 | 125                      | 68,4                 |
| Освіти                                       | 60                       | 21,0                 | 70                       | 51,1                 |
| Мистецтва і кінематографії                   | 39                       | 9,4                  | 47                       | 17,3                 |
| Всього                                       | 595                      | 398,2                | 755                      | 797,2                |